# Pavao Žanić
Pavao Žanić (Castelnuovo, 20 maggio 1918 – Spalato, 11 gennaio 2000) è stato un vescovo cattolico croato della Bosnia-Erzegovina.

## Biografia
Nato a Castelnuovo, nell'odierna Croazia, completò gli studi di teologia presso l'Università di Spalato e il 1º giugno 1941 ricevette l'ordinazione sacerdotale.

### Ministero episcopale
Il 9 dicembre 1970 papa Paolo VI lo nominò vescovo coadiutore della diocesi di Mostar-Duvno e vescovo titolare della diocesi di Edistiana (in Tunisia). Il 2 maggio 1971 fu consacrato vescovo per mano di Petar Čule, ordinario della diocesi di Mostar-Duvno, co-consacranti l'arcivescovo di Sarajevo Smiljan Franjo Čekada e l'arcivescovo di Spalato-Macarsca Frane Franić.
Il 14 settembre 1980, a seguito delle dimissioni di mons. Petar Čule per raggiunti limiti di età, gli succedette in qualità di vescovo titolare della diocesi di Mostar-Duvno e di amministratore apostolico di Trebigne e Marcana.
Nel 1993 si ritirò da tali incarichi, all'età di 75 anni. Ratko Perić gli succedette come vescovo di Mostar-Duvno.
Žanić si spense l'11 gennaio 2000, all'età di ottantuno anni. Due giorni dopo fu sepolto in una cappella famigliare nel cimitero del luogo nativo, secondo le sue ultime volontà.

#### Diocesi e ordine di san Francesco
Le diocesi della Bosnia-Erzegovina furono amministrate per secoli dai frati francescani, in base ad un accordo fra il loro ordine e i sultani dell'impero ottomano. Quando l'Erzegovina fu annessa all'impero austroungarico, papa Leone XIII iniziò a nominare i propri vescovi e a istituire nuove diocesi. Le resistenze dell'ordine fecero sì che negli anni '40 essi controllassero ancora un numero pari a 63 delle 79 parrocchie delle diocesi di Sarajevo e di Mostar.
Nel giugno del 1975, papa Paolo VI promulgò il decreto Romanis Pontificibus, che stabiliva la ripartizione delle diocesi fra l'ordine e il clero secolare, indicando quali di esse dovessero tornare direttamente alle dipendenze di un vescovo nominato da Roma. Žanić fu il primo ad adempiere al provvedimento del Papa, che ebbe piena attuazione verso la fine del dicembre 1998.

#### Apparizioni di Medjugorje
Nel 1981, i due francescani Ivica Vego e Ivan Prusina si rifiutarono di lasciare la propria sede. Žanić li sospese, ingiunse loro di lasciare le rispettive province ecclesiastiche di assegnazione e tentò di farli espellere dall'ordine per la loro disobbedienza. Dal mese di giugno, sei giovani, dei quali i frati erano stati i direttori spirituali, iniziarono a far pubblicamente parola delle apparizioni. L'11 maggio 1982 fu istituita una commissione d'indagine sui fenomeni.
Tre giorni dopo, tre dei veggenti riportarono il resoconto di un'apparizione nella quale la Vergine Maria avrebbe dichiarato che il vescovo si era comportato con eccessiva durezza nei confronti dei due francescani.
Nell'aprile del 1986, Žanić trasmise al cardinale prefetto Joseph Ratzinger una relazione nella quale esprimeva alla Sacra Congregazione per la Dottrina della Fede il proprio parere negativo in merito all'autenticità delle apparizioni.
Le apparizioni avevano nel frattempo raggiunto una fama mondiale: nel gennaio 1987, su suggerimento della congregazione stessa, il cardinale Franjo Kuharić e il vescovo Žanić diramarono un comunicato stampa congiunto nel quale annunciavano la costituzione di una terza commissione d'inchiesta, posta sotto la direzione dei vescovi della Conferenza Episcopale del Paese. A luglio, Žanić precluse ai sacerdoti non appartenenti alla diocesi, che si fossero recati con pellegrini o attribuendo un carattere miracoloso agli eventi, la facoltà di celebrare Messa nei luoghi delle presunti apparizioni. Il divieto sarebbe rimasto in vigore fino al termine dei lavori della commissione d'inchiesta.
Nel giugno 1991, la Conferenza Episcopale Jugoslava ratificò il parere Non constat de supernaturalitate, già precedentemente indirizzato da Žanić a Ratzinger: «Sulla base dei risultati delle indagini, non si può affermare di aver a che fare con apparizioni e rivelazioni di origine soprannaturale».

Žanić dichiarò che si trattava di una replica scadente dei fatti di Hrasno, un luogo di pellegrinaggio nel quale la Vergine Maria era venerata col titolo di "Regina della Pace".

## Genealogia episcopale
La genealogia episcopale è:
- Cardinale Scipione Rebiba
- Cardinale Giulio Antonio Santori
- Cardinale Girolamo Bernerio, O.P.
- Arcivescovo Galeazzo Sanvitale
- Cardinale Ludovico Ludovisi
- Cardinale Luigi Caetani
- Cardinale Ulderico Carpegna
- Cardinale Paluzzo Paluzzi Altieri degli Albertoni
- Papa Benedetto XIII
- Papa Benedetto XIV
- Cardinale Enrico Enriquez
- Arcivescovo Manuel Quintano Bonifaz
- Cardinale Buenaventura Córdoba Espinosa de la Cerda
- Cardinale Giuseppe Maria Doria Pamphilj
- Papa Pio VIII
- Papa Pio IX
- Cardinale Raffaele Monaco La Valletta
- Arcivescovo Josef Stadler
- Arcivescovo Ivan Šarić
- Arcivescovo Petar Čule
- Vescovo Pavao Žanić

## Opere selezionate
- Der tatsächliche Standpunkt des Bistums von Mostar bezüglich der Geschehnisse von Medjugorje, 30 ottobre 1984, Mostar
- Medjugorje. Die Wahrheit über Medjugorje, Mostar, 1990